# Преси-Сен-Мартен
Преси́-Сен-Марте́н (фр. Précy-Saint-Martin) — коммуна во Франции, находится в регионе Шампань — Арденны. Департамент — Об. Входит в состав кантона Бриен-ле-Шато. Округ коммуны — Бар-сюр-Об.
Код INSEE коммуны — 10304.
Коммуна расположена приблизительно в 165 км к востоку от Парижа, в 65 км южнее Шалон-ан-Шампани, в 31 км к северо-востоку от Труа.

## Население
Население коммуны на 2008 год составляло 209 человек.
| 1962 | 1968 | 1975 | 1982 | 1990 | 1999 | 2008 |
| ---- | ---- | ---- | ---- | ---- | ---- | ---- |
| 161  | 206  | 200  | 194  | 203  | 223  | 209  |

## Администрация
| Период | Период | Фамилия        | Партия | Примечания |
| ------ | ------ | -------------- | ------ | ---------- |
| 2001   | 2008   | Жан-Пьер Арман |        |            |
| 2008   |        | Франсуаза Вирт |        |            |

## Экономика
В 2007 году среди 138 человек в трудоспособном возрасте (15—64 лет) 103 были экономически активными, 35 — неактивными (показатель активности — 74,6 %, в 1999 году было 67,6 %). Из 103 активных работали 98 человек (58 мужчин и 40 женщин), безработных было 5 (2 мужчины и 3 женщины). Среди 35 неактивных 6 человек были учениками или студентами, 14 — пенсионерами, 15 были неактивными по другим причинам.

## Достопримечательности
- Церковь Сен-Мартен (XII век). Памятник истории с 1986 года[3]
- Участки римских дорог. Памятник истории с 1982 года[4]